# Filippo Baldi
Filippo Baldi (Milano, 10 gennaio 1996) è un allenatore di tennis ed ex tennista italiano.
Ha conquistato un titolo Challenger in singolare e uno in doppio, oltre a due titoli Futures in singolare e nove in doppio.

## Carriera

### Juniores
Nel 2012, conquista la Coppa Davis Junior insieme a Gianluigi Quinzi, sconfiggendo la nazionale australiana e regalando il primo successo all'Italia in questa manifestazione.
Nel 2013, approda alle semifinali agli Australian Open Juniores e il 28 gennaio sale alla posizione nº 5 della classifica mondiale Under 18.
Nel 2014 raggiunge i quarti al torneo giovanile di Wimbledon.

### Professionismo

#### 2014-2017: due tornei Future
Nei primi anni di carriera professionistica disputa prevalentemente tornei Future, riuscendo a ottenere buoni risultati soprattutto in doppio, dove conquista nove titoli: due nel 2014 entrambi in Italia, due nel 2015 in Turchia e Italia, tre nel 2016 tra Italia (i primi due) e Tunisia, due nel 2017, in Finlandia e Tunisia.
A settembre 2017, in Tunisia, vince il primo torneo di singolare in carriera, nel Future Tunisia F27 di Hammamet, sconfiggendo in finale il portoghese Frederico Ferreira Silva col punteggio di 6-0, 6-4. La settimana successiva sempre ad Hammamet concede il bis in singolare nel Future Tunisia F29, dove in finale ha la meglio sul giocatore di casa Aziz Dougaz per 5-7 6-4 6-3. Nel mese di novembre 2017 raggiunge per la prima volta la semifinale in un torneo Challenger, ad Andria, entrando per la prima volta tra i top 400, al 369º posto.

#### 2018: prima vittoria Challenger e Top 200
Ottiene i primi risultati di rilievo in stagione a partire da aprile, quando raggiunge i quarti di finale del torneo di singolare al Challenger di Francavilla. Nel mese di maggio, fa il suo debutto assoluto nel circuito maggiore partecipando al Masters 1000 di Roma. La finale raggiunta nel torneo di pre-quali gli aveva permesso di entrare nel tabellone delle qualificazioni, che supera eliminando l'ungherese Márton Fucsovics, nº 59 del mondo (l'avversario con la migliore classifica da lui mai battuto) e lo spagnolo Guillermo García López, nº 69, entrambi in tre set. Nel tabellone principale trova, nel suo primo incontro ATP in carriera, il georgiano Nikoloz Basilašvili, nº 74 ATP, che lo sconfigge in rimonta per 4-6, 6-4, 6-4.
A giugno, vince il torneo di doppio al Challenger dell'Aquila in coppia con il connazionale Andrea Pellegrino, superando in finale lo spagnolo Pedro Martínez e l'olandese Mark Vervoort per 4-6, 6-3, 10-5. Nello stesso torneo giunge ai quarti di finale in singolare, impresa che ripete, nel mese di agosto, al Challenger di Como, dopo essere entrato per la prima volta in top 300 nel mese di luglio. In settembre raggiunge la semifinale a Banja Luka, la sua seconda a livello Challenger, grazie alle vittorie sul belga Kimmer Coppejans, il cileno Cristian Garín e l'argentino Juan Ignacio Londero, risultato che gli consente di entrare tra i primi 250 giocatori della classifica mondiale a partire dal 17 settembre.
Nel successivo Challenger di Biella, non va oltre il secondo turno, sconfitto in due set dall'argentino Facundo Argüello. All'inizio del mese di ottobre prende parte alla prima edizione della Firenze Tennis Cup, dove in singolare giunge ai quarti di finale eliminando ai sedicesimi, in tre set, il connazionale Stefano Travaglia e negli ottavi, in due set, lo spagnolo Tommy Robredo, ex nº 5 del mondo. Porta il proprio ranking al nº 244. Nello stesso torneo, disputa la prova di doppio insieme al connazionale Salvatore Caruso, con cui viene sconfitto in finale dalla coppia formata dall'australiano Rameez Junaid e dall'olandese David Pel. Al torneo di Barcellona raggiunge la sua terza semifinale Challenger in carriera, sconfiggendo al primo turno la wild-card locale Álvaro López San Martín in due set, negli ottavi l'altro iberico, Sergio Gutiérrez Ferrol, in tre set e nei quarti il serbo Miljan Zekić in due partite, prima di arrendersi a Pedro Martínez in due. In classifica sale al 239º posto.
Sul cemento indoor del successivo Ismaning Challenger sconfigge la testa di serie nº 3 Marco Trungelliti in due set e successivamente il francese Benjamin Bonzi in tre. Nei quarti di finale affronta il giocatore di casa Kevin Krawietz, che supera in rimonta, approdando per la terza volta in stagione a una semifinale Challenger, la sua quarta in carriera. Nel penultimo atto del torneo, supera in 2 set il francese Ugo Humbert, raggiungendo la sua prima finale in un torneo di questa categoria. Sconfiggendo in due partite il francese Gleb Sakharov con un doppio 6-4, conquista il suo primo titolo Challenger in carriera, debuttando tra i primi 200 giocatori del mondo, al nº 176 del ranking. Due giorni dopo scende di nuovo in campo, sul cemento indoor del Challenger di Brest, dove paga le fatiche della settimana precedente con una sconfitta al primo turno in due set per mano di Stefano Travaglia. La prematura uscita di scena non gli impedisce di salire alla posizione nº 174 del ranking ATP.
Dopo un mese di sosta torna alle gare al Challenger di Andria, dove difende la semifinale raggiunta l'anno precedente. Al primo turno sconfigge il francese Yannick Jankovits per 6-3, 7–6(6). Negli ottavi supera il qualificato bosniaco Aldin Šetkić per 7–6(6), 6-4. Nei quarti di finale, pur cedendo un set all'ucraino Illja Marčenko riesce a imporsi col punteggio di 6-2, 2-6, 7-5 raggiungendo la quinta semifinale Challenger in carriera.  Nel penultimo atto, Baldi supera con un doppio 6-4 il francese Quentin Halys. Disputa così la seconda finale Challenger in carriera, ritrovando dopo poco più di un mese Ugo Humbert, testa di serie nº 1 del torneo, che vendica la sconfitta subita a Ismaning sconfiggendolo col punteggio di 6-4, 7–6(3). Il 24 dicembre Baldi raggiunge il suo best ranking ATP salendo alla posizione nº 165.

### 2019
Il primo torneo in stagione lo vede uscire al primo turno al Challenger di Noumea. Tenta per la prima volta l'approdo al tabellone principale di un torneo del Grande Slam, disputando le qualificazioni agli Australian Open, dove viene eliminato al secondo turno. Tornato in Europa subisce due sconfitte consecutive al primo turno nei tornei Challenger francesi di Rennes e Quimper. Il primo incontro vinto in stagione in un main draw giunge sul cemento indoor del torneo Challenger di Budapest, a spese del francese Alexandre Müller, superato in tre set.
Negli ottavi di finale, Baldi subisce la rimonta dello slovacco Filip Horanský. A causa di un grave lutto familiare, non prende parte al Challenger 80 di Bergamo.
Raggiunge i quarti di finale al Challenger di Sophia Antipolis e riesce a entrare nel tabellone dell'ATP 250 di Estoril come lucky loser dove è battuto da Pablo Cuevas, poi finalista del torneo. Grazie al torneo di prequalificazione ottiene una wild card per il tabellone di qualificazione del Masters 1000 di Roma e dopo aver battuto Martin Klizan esce nel turno decisivo contro Taylor Fritz. Non va oltre il primo turno di qualificazione dell'Open di Francia, dove debutta da professionista.
Al Challenger di Vicenza raggiunge la finale, la terza in carriera nel circuito Challenger, dopo aver battuto nell'ordine Mats Moraing (6-2, 6-2), Andrea Vavassori (6-3, 1-6, 7-5), Andrea Pellegrino (7-5, 6-2) e Benjamin Hassan (6-7, 6-4, 7-5) prima di arrendersi in finale ad Alessandro Giannessi (5-7, 2-6). Con questo risultato migliora il proprio best ranking.
Vittoria con il Selva Alta Vigevano del campionato di serie A1

### 2023
Il 19 gennaio 2023, attraverso un post pubblicato sul proprio profilo Instagram, annuncia il ritiro dall'attività professionistica. A settembre diventa commentatore tecnico su SuperTennis, in occasione degli US Open 2023.

### Allenatore
Nel 2024 inizia a lavorare come allenatore di Fabio Fognini, con il quale nel 2025 torna a disputare un torneo Challenger in doppio perdendo al primo turno dopo avere avuto match-point.

## Statistiche

### Tornei minori

#### Singolare

##### Vittorie (3)
| Legenda tornei minori |
| Challenger (1)        |
| Futures (2)           |

| No. | Data            | Torneo                   | Superficie       | Avversario in finale     | Punteggio     |
| 1.  | 8 ottobre 2017  | Tunisia F27, Hammamet    | Terra rossa      | Frederico Ferreira Silva | 6-0, 6-4      |
| 2.  | 15 ottobre 2017 | Tunisia F28, Hammamet    | Terra rossa      | Aziz Dougaz              | 5-7, 6-4, 6-3 |
| 3.  | 21 ottobre 2018 | Wolffkran Open, Ismaning | Sintetico Indoor | Gleb Sakharov            | 6-4, 6-4      |

#### Doppio

##### Vittorie (10)
| Legenda tornei minori |
| Challenger (1)        |
| Futures (9)           |